# توم لثام
توم لثام (به انگلیسی: Tom Latham) نمایندهٔ حوزه انتخابیه چهارم ایلی‌نوی از حزب جمهوری‌خواه ایالات متحده آمریکا در مجلس نمایندگان ایالات متحده آمریکا است که برای نخستین‌بار در ۱۰ ژانویه ۱۹۹۵ میلادی به‌عضویت این مجلس درآمد.